# Eustachy Scrubb
Eustachy Klarencjusz Scrubb (oryg. Eustace Clarence Scrubb) – postać fikcyjna, jeden z głównych bohaterów cyklu Opowieści z Narnii, kuzyn rodzeństwa Pevensie. Po raz pierwszy występuje w Podróży „Wędrowca do Świtu”, kiedy wraz z Łucją i Edmundem zostaje przeniesiony do Narnii.
Jest rozpieszczonym, samolubnym i egoistycznym chłopakiem, ale pod wpływem zmiany w smoka, a potem spotkania z Aslanem zmienia się (podobnie jak wcześniej Edmund). Drugi raz Scrubb pojawia się w Narnii w historii Srebrne krzesło, gdzie wraz z Julią Pole i Błotosmętkiem podejmuje się misji odnalezienia zaginionego królewicza Riliana. Trzecie przybycie do Narnii jest związane z ostatnim tomem „Opowieści z Narnii” - „Ostatnią bitwą”, gdzie wraz z Julią pomagają królowi Tirianowi i są świadkami końca tej krainy.

## Ekranizacja
Eustachego w ekranizacji trzeciego tomu Narnii - Opowieści z Narnii: Podróż Wędrowca do Świtu (2010) zagrał Will Poulter.